# Greatest Hits (Guns-N’-Roses-Album)
Greatest Hits ist das erste weltweit veröffentlichte Kompilationsalbum der US-amerikanischen Rockband Guns N’ Roses und wurde im Jahr 2004 veröffentlicht. Zuvor gab es nur das in den Vereinigten Staaten veröffentlichte Best-Of-Album Use Your Illusion, welches allerdings nur Songs aus den Alben Use Your Illusion I und Use Your Illusion II beinhaltete.

## Hintergrund
Nachdem die Band schon seit über einem Jahrzehnt kein Studioalbum mehr veröffentlicht hatte, beschloss Geffen ein Best-Of-Album auf den Markt zu bringen. Axl Rose, der immer noch an dem Album Chinese Democracy arbeitete, befürchte, dass das neue Studioalbum dadurch in den Hintergrund geraten könnte. Es kam zu rechtlichen Auseinandersetzungen mit der Plattenfirma. Der Versuch das Album zu verhindern war jedoch nicht erfolgreich, weshalb das Album Greatest Hits am 23. März 2004 veröffentlicht werden konnte.

## Titelliste
| Veröffentlichung 2004 1. Welcome to the Jungle – 04:32 2. Sweet Child o’ Mine – 05:55 3. Patience – 05:56 4. Paradise City – 06:47 5. Knockin’ on Heaven’s Door (Bob Dylan) – 05:36 6. Civil War – 07:42 7. You Could Be Mine – 05:44 8. Don’t Cry – 04:51 9. November Rain – 08:57 10. Live and Let Die (Wings) – 03:02 11. Yesterdays – 03:18 12. Ain’t It Fun (Dead Boys) – 05:10 13. Since I Don’t Have You (The Skyliners) – 04:18 14. Sympathy for the Devil (The Rolling Stones) – 07:36 | Wiederveröffentlichung 2020 1. Welcome to the Jungle – 04:32 2. Sweet Child o’ Mine – 05:55 3. Shadow of Your Love – 03:06 4. Patience – 05:56 5. Paradise City – 06:47 6. Knockin’ on Heaven’s Door (Bob Dylan) – 05:36 7. Civil War – 07:42 8. You Could Be Mine – 05:44 9. Don’t Cry – 04:51 10. November Rain – 08:57 11. Live and Let Die (Paul McCartney & Wings) – 03:02 12. Yesterdays – 03:18 13. Ain’t It Fun (Dead Boys) – 05:10 14. Since I Don’t Have You (The Skyliners) – 04:18 15. Sympathy for the Devil (The Rolling Stones) – 07:36 |

## Kommerzieller Erfolg

### Chartplatzierungen
| ChartsChartplatzierungen       | Höchstplatzierung | Wochen |
| ------------------------------ | ----------------- | ------ |
| Deutschland (GfK)              | 4 (30 Wo.)        | 30     |
| Österreich (Ö3)                | 1 (160 Wo.)       | 160    |
| Schweiz (IFPI)                 | 2 (86 Wo.)        | 86     |
| Vereinigte Staaten (Billboard) | 3 (704 Wo.)       | 704    |
| Vereinigtes Königreich (OCC)   | 1 (413 Wo.)       | 413    |

| ChartsJahrescharts (2004)      | Platzierung |
| ------------------------------ | ----------- |
| Deutschland (GfK)              | 26          |
| Österreich (Ö3)                | 16          |
| Schweiz (IFPI)                 | 11          |
| Vereinigte Staaten (Billboard) | 42          |
| Vereinigtes Königreich (OCC)   | 11          |

| ChartsJahrescharts (2005)      | Platzierung |
| ------------------------------ | ----------- |
| Vereinigte Staaten (Billboard) | 47          |

| ChartsJahrescharts (2006)      | Platzierung |
| ------------------------------ | ----------- |
| Vereinigte Staaten (Billboard) | 73          |

| ChartsJahrescharts (2010)      | Platzierung |
| ------------------------------ | ----------- |
| Vereinigte Staaten (Billboard) | 165         |

| ChartsJahrescharts (2012)      | Platzierung |
| ------------------------------ | ----------- |
| Vereinigte Staaten (Billboard) | 108         |

| ChartsJahrescharts (2015)      | Platzierung |
| ------------------------------ | ----------- |
| Vereinigte Staaten (Billboard) | 155         |

| ChartsJahrescharts (2016)      | Platzierung |
| ------------------------------ | ----------- |
| Vereinigte Staaten (Billboard) | 133         |

| ChartsJahrescharts (2017)      | Platzierung |
| ------------------------------ | ----------- |
| Vereinigte Staaten (Billboard) | 140         |

| ChartsJahrescharts (2019)      | Platzierung |
| ------------------------------ | ----------- |
| Vereinigte Staaten (Billboard) | 157         |

| ChartsJahrescharts (2020)    | Platzierung |
| ---------------------------- | ----------- |
| Vereinigtes Königreich (OCC) | 84          |

| ChartsJahrescharts (2021)      | Platzierung |
| ------------------------------ | ----------- |
| Vereinigte Staaten (Billboard) | 115         |

| ChartsJahrescharts (2022)      | Platzierung |
| ------------------------------ | ----------- |
| Vereinigte Staaten (Billboard) | 81          |

| ChartsJahrescharts (2023)      | Platzierung |
| ------------------------------ | ----------- |
| Vereinigte Staaten (Billboard) | 96          |
| Vereinigtes Königreich (OCC)   | 92          |

| ChartsJahrescharts (2024)      | Platzierung |
| ------------------------------ | ----------- |
| Vereinigte Staaten (Billboard) | 104         |

### Auszeichnungen für Musikverkäufe
| Land/Region                  | Auszeichnungen für Musikverkäufe (Land/Region, Auszeichnung, Verkäufe) | Verkäufe                |
| ---------------------------- | ---------------------------------------------------------------------- | ----------------------- |
| Argentinien (CAPIF)          | 2× Platin                                                              | 80.000                  |
| Australien (ARIA)            | 9× Platin                                                              | 630.000                 |
| Belgien (BRMA)               | Platin                                                                 | (50.000)                |
| Brasilien (PMB)              | Gold                                                                   | 50.000                  |
| Dänemark (IFPI)              | Platin                                                                 | (40.000)                |
| Deutschland (BVMI)           | Platin                                                                 | (200.000)               |
| Europa (IFPI)                | 4× Platin                                                              | 4.000.000               |
| Finnland (IFPI)              | Platin                                                                 | (31.665)                |
| Griechenland (IFPI)          | Gold                                                                   | (10.000)                |
| Irland (IRMA)                | 6× Platin                                                              | (90.000)                |
| Italien (FIMI)               | 2× Platin                                                              | (100.000)               |
| Japan (RIAJ)                 | Gold                                                                   | 100.000                 |
| Kanada (MC)                  | 2× Platin                                                              | 200.000                 |
| Kolumbien (ASINCOL)          | Platin                                                                 | 40.000                  |
| Mexiko (AMPROFON)            | Gold                                                                   | 50.000                  |
| Neuseeland (RMNZ)            | 6× Platin                                                              | 90.000                  |
| Niederlande (NVPI)           | Platin                                                                 | (80.000)                |
| Österreich (IFPI)            | Gold                                                                   | (15.000)                |
| Polen (ZPAV)                 | 3× Platin                                                              | (60.000)                |
| Portugal (AFP)               | Gold                                                                   | (7.500)                 |
| Schweden (IFPI)              | Platin                                                                 | (60.000)                |
| Schweiz (IFPI)               | Platin                                                                 | (40.000)                |
| Spanien (Promusicae)         | Platin                                                                 | (100.000)               |
| Ungarn (MAHASZ)              | Gold                                                                   | (5.000)                 |
| Vereinigte Staaten (RIAA)    | 5× Platin                                                              | 5.161.000               |
| Vereinigtes Königreich (BPI) | 8× Platin                                                              | (2.400.000)             |
| Insgesamt                    | 7× Gold · 56× Platin ·                                                 | 10.401.000 (13.395.165) |

Hauptartikel: Guns N’ Roses/Auszeichnungen für Musikverkäufe